# Vuelo 4184 de American Eagle
El vuelo 4184 de American Eagle fue un vuelo de aerolínea regional estadounidense que se estrelló después de volar en condiciones de congelación en Halloween, el 31 de octubre de 1994. Se produjo una pérdida de control y todas las personas a bordo murieron.
Este fue el primer accidente grave de un ATR 72 y siguió siendo el más mortífero junto con el vuelo 883 de Aero Caribbean estrellado en noviembre de 2010, ya que tienen el mismo número de víctimas hasta el accidente del vuelo 691 de Yeti Airlines en 2023. Además, curiosamente el desastre de ambos vuelos fueron causados por la misma razón: el engelamiento.

## Historia

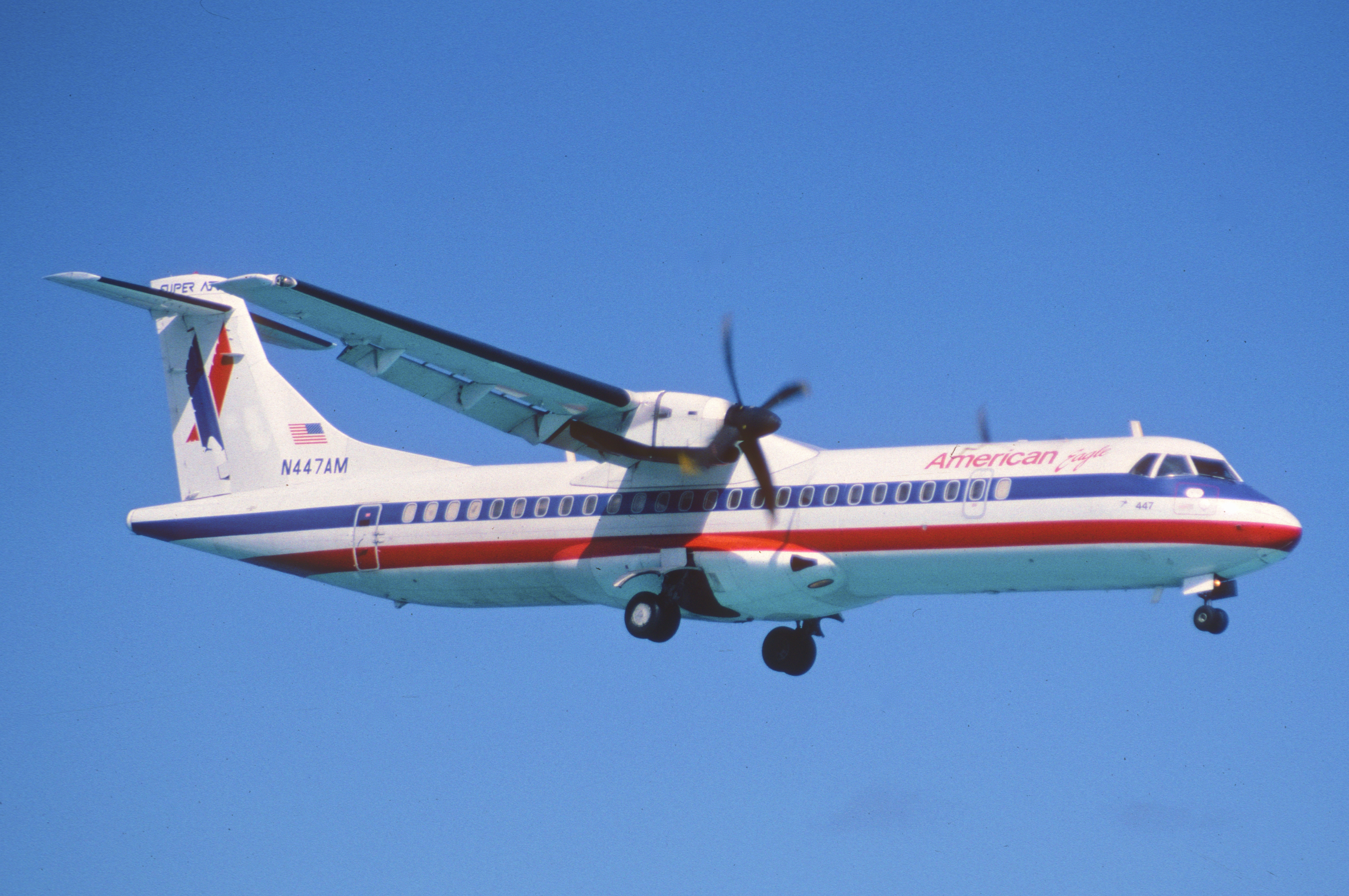
Un ATR 72-212 de American Eagle similar al avión accidentado.

El avión, con registro N401AM, era un ATR 72-212 operado por Simmons Airlines para American Eagle (una filial de AMR Corporation). El vuelo estaba en ruta del Aeropuerto Internacional de Indianápolis, Indiana al Aeropuerto Internacional O'Hare, Chicago, Illinois. El mal tiempo en Chicago provocó que existieran abundantes retrasos, provocando que el control del tráfico aéreo obligue a efectuar esperas al vuelo 4184 en las cercanías en la Intersección LUCIT a 10 000 pies (3048,0 m).
Mientras esperaban, el avión se encontró con lluvia engelante — unas peligrosas condiciones de hielo con precipitaciones heladas rápidamente causaron una intensa capa de hielo. Poco después, fueron autorizados a descender a 8000 pies (2438,4 m). Durante este descenso experimentó un viraje no controlado, que desactivó el piloto automático. La caja negra de datos mostró que el avión efectuó al menos un viraje completo, y la tripulación no fue capaz de recuperar el control, experimentando el avión un rápido descenso. En menos de dos minutos, se perdió el contacto al haberse estrellado el avión en un campo de judías cerca de Roselawn, Indiana, matándose los 64 pasajeros y los 4 tripulantes a bordo. La desintegración del avión indicaba una alta velocidad, y la caja negra de datos indicaba que el avión volaba a 375 nudos (695 km/h) en el momento del impacto.

## Causa
La Junta Nacional de Seguridad del Transporte (NTSB) sostenía que la causa probable de este accidente era el volar en condiciones conocidas de congelación, con el avión operando fuera de sus «límites de operación con hielo». Mientras los sistemas de deshielo del ATR son capaces de eliminar el hielo en la línea central del ala, este rápidamente se volvía a formar «detrás» de los sistemas como »hielo desplazado», donde no se podía deshacer. Esto impidió el correcto flujo de aire en la superficie alar y provocó que el control del alerón fuera inadecuado o no existente. La familia de aviones ATR ha tenido en su historia un buen número de problemas de control del avión en condiciones de hielo. Por esta razón, la NTSB también mencionó como factores que contribuyeron la «inadecuada respuesta» por parte del fabricante y de las autoridades de la DGAC francesa y la  Administración Federal de Aviación en sus informes.

## Consecuencias
En los años posteriores al accidente, AMR Corporation dejó de utilizar sus ATR de American Eagle en sus bases del norte y los trasladó a las bases del sur y del Caribe en Dallas, Texas; Miami, Florida y San Juan, Puerto Rico para evitar que volvieran a producirse problemas por el hielo en sus aviones. Otros operadores estadounidenses del ATR, especialmente la filial de SkyWest, Inc. y la operadora de Delta Connection, Atlantic Southeast Airlines, operaban el ATR-72 en zonas donde las condiciones de hielo no eran habituales.
En abril de 1996 la FAA publicó 18 directrices de navegación aérea, en lo que parecía ser un intento de evitar más accidentes de ATR en condiciones de hielo. Incluyeron revisiones significativas de los procedimientos de operación en condiciones de hielo (mínimos de velocidad más elevados, no utilizar el piloto automático, diferentes procedimientos para recuperar el control) así como cambios físicos en el área de cobertura de los sistemas de deshielos.
Mientras los ATR-42 y ATR-72 cumplen actualmente con todos los requisitos en condiciones de hielo impuestos por estas 18 ADs, los sistemas de deshielo sólo cumple el 12.5% de la cuerda. Antes del accidente, sólo cumplían el 5% y el 7%, respectivamente.  No obstante, siguen sin encontrar el modo de aprobar las pruebas Boscombe-Down, efectuadas por la British, que demostraron que el hielo se podía seguir formando en la parte anterior del ala más allá del 23% permitido, y en la cola al 30% de lo permitido. Ambos porcentajes permanecen por debajo de los límites fijados para los sistemas de deshielo, impuestas por estas directrices de la FAA.
Estas pruebas limitan los depósitos a 40 micrómetros, próximo al límite máximo de las arcaicas reglas de la FAA para la certificación de las aeronaves (Parte 25, Apéndice C), en activo en el momento del accidente de Roselawn. Multitud de pruebas, efectuadas después del accidente, revelaron que era posible encontrar depósitos de agua que superen los 200 micrómetros de media en el diámetro.
No obstante, estas directrices han impedido que los ATR sufrieran más accidentes por hielo gracias a la adecuación de los procedimientos de operación de los pilotos, así como al movimiento de estos aviones a zonas donde el hielo no supone un verdadero problema, y en menor medida, a la ampliación en el rango de acción de los sistemas de deshielo.
Después del accidente cerca de Roselawn, los problemas asociados a la operación del ATR en condiciones de hielo fueron revelados en un libro de Stephen Fredrick titulado Peligro desconocido - La historia interna del vuelo 4184 de American Eagle.  El libro fue publicado en julio de 1996 por McGraw-Hill. American Eagle ha dejado de usar desde entonces los ATR en zonas climáticas frías, reemplazándolos por reactores regionales. Sin embargo, el ATR-72 se continúa utilizando en sus operaciones del Caribe desde Miami y San Juan, Puerto Rico, donde el hielo no es un problema.

## Dramatización
Este accidente fue presentado en el programa de Discovery Channel The New Detectives y en la obra teatral, Charlie Victor Romeo.
El accidente apareció también en el episodio 8 de la temporada 7 del programa Mayday: catástrofes aéreas, titulado «Congelados en vuelo» y presentado en la subserie Mayday: Informe Especial, titulado «Problemas de inclinación».